# Once in a Lifetime (Runrig-album)
Once In A Lifetime er det første livealbum fra den skotske keltiske rockband Runrig. Det blev udgivet i 1998.
I en anmeldelse på AllMusic blev det kaldt et af de bedste livealbums nogensinde: "Det fanger bandets bedste milieu - live - Once In A Lifetime er  muligvis et af de ti bedste livealbums nogensinde, hvis en test af livealbums er effekten et band har på sit publikum på denne aften. Alternativt spændende og rørende, dets højdepunkt er udgaven af "Loch Lomond", der skal høres før man tror det."

## Spor
1. "Dance Called America" – 5:08
2. "Protect And Survive" – 4:16
3. "Chì Mi'n Geamhradh" (I See The Winter) – 4:09
4. "Rocket To The Moon" – 5:01
5. "Going Hom"e – 4:20
6. "Cnoc Na Fèille" (The Hill At The Market Stance) – 5:23
7. "'S Tu Mo Leannan" (You Are My Love) / Nightfall On Marsco – 3:26
8. "Skye" – 6:03
9. "Loch Lomond" – 6:24
10. "Hearts Of Olden Glory" – 2:14

## Personel
- Iain Bayne: trommer
- Malcolm Jones: elektrisk guitar, vokal
- Calum Macdonald: percussion, vokal
- Rory Macdonald: vokal, basguitar
- Donnie Munro: Forsanger, akustisk guitar
- Peter Wishart: keyboard